# Schirmfledermaus
Die Schirmfledermaus (Sphaeronycteris toxophyllum) ist eine seltene Fledermausart in der Familie der Blattnasen (Phyllostomidae). Sie ist der einzige Vertreter der somit monotypischen Gattung Sphaeronycteris.
Die Art erreicht eine Kopf-Rumpf-Länge von etwa 57 mm, eine Unterarmlänge von etwa 39 mm sowie ein Gewicht von etwa 15 g. Der rudimentäre Schwanzansatz ist äußerlich nicht sichtbar. Das Fell hat auf der Oberseite eine zimtbraune Farbe mit verstreuten weißen Haaren, die vor allem auf der Mitte des Rückens konzentriert sind. Auf der Unterseite ist das Fell hellbraun. Der fleischige Hautlappen auf der Nase ähnelt eher einem breiten Horn als einem Blatt, das bei den meisten anderen Blattnasen vorkommt. Das Horn ist bei Männchen deutlicher entwickelt als bei Weibchen. Die Gesichtsmerkmale erinnern stark an die Art, die als Greisengesicht (Centurio senex) bekannt ist. Bei Sphaeronycteris toxophyllum sind die Hautfalten nicht so deutlich ausgeprägt. Weiterhin besitzt diese Fledermaus einen dritten Molar in beiden Unterkieferhälften, der bei Centurio senex fehlt.
Sphaeronycteris toxophyllum bewohnt das nördliche Südamerika östlich der Anden. Das Verbreitungsgebiet reicht von Kolumbien und Venezuela bis in den Osten Perus, in den Norden Boliviens und ins westliche Brasilien. Individuen wurden im Flachland und in Gebirgen bis 2250 Meter Meereshöhe gefangen. Die Art bevorzugt feuchte immergrüne Wälder als Lebensraum. In trockenen Regionen hält sie sich in Galeriewäldern auf. Sie kann sich an landwirtschaftliche Gebiete anpassen.
Zur Lebensweise ist so gut wie nichts bekannt. Als Nahrung dienen vermutlich Früchte. Ein Weibchen, das 1983 in Peru gefangen wurde, war trächtig.
Die Weltnaturschutzunion (IUCN) listet Sphaeronycteris toxophyllum mit „unzureichende Daten“ (Data Deficient) und hält eine spätere Einordnung als „gering gefährdet“ (Near Threatened) für möglich.